# Dryomyza ferruginea
Dryomyza ferruginea is een vliegensoort uit de familie van de Dryomyzidae. De wetenschappelijke naam van de soort is voor het eerst geldig gepubliceerd in 1920 door Melander.